# Pseudobagarius leucorhynchus
Pseudobagarius leucorhynchus es una especie de pez de la familia Akysidae en el orden de los Siluriformes.

## Morfología
• Los machos pueden llegar alcanzar los 3 cm de longitud total.
- Número de  vértebras: 31-34.[1]

## Distribución geográfica
Se encuentra en el Sudeste asiático: cuencas de los ríos Chao Phraya y Mekong, y sur de la Tailandia peninsular.